# Liste des épisodes de Fate/stay night
Cet article présente la liste des épisodes de l’anime Fate/stay night. La première série, produite par Studio Deen, adapte le scénario Fate tandis que la seconde série, produite par ufotable, adapte le scénario Unlimited Blade Works.

## Fate (2006)
| No | Titre français                                             | Titre japonais                           | Titre japonais                                                                                         | Date de 1re diffusion |
| No | Titre français                                             | Kanji                                    | Rōmaji                                                                                                 | Date de 1re diffusion |
| -- | ---------------------------------------------------------- | ---------------------------------------- | --- | --------------------- |
| 1  | Le premier jour                                            | 始まりの日                               | Hajimari no hi (Le jour du commencement)                                                               | 6 janvier 2006        |
| 2  | La nuit fatidique                                          | 運命の夜                                 | Unmei no yoru (La nuit du destin)                                                                      | 13 janvier 2006       |
| 3  | Lever de rideau                                            | 開幕                                     | Kaimaku (Lever de rideau)                                                                              | 20 janvier 2006       |
| 4  | Le plus fort des ennemis                                   | 最強の敵                                 | Saikyō no teki (Le plus fort des ennemis)                                                              | 27 janvier 2006       |
| 5  | La paire de magiciens - partie 1                           | 魔術師二人<前編>                         | Majutsushi futari <zenpen> (La paire de magiciens - partie 1)                                          | 3 février 2006        |
| 6  | La paire de magiciens - partie 2                           | 魔術師二人<後編>                         | Majutsushi futari <kouhen> (La paire de magiciens - partie 2)                                          | 10 février 2006       |
| 7  | Infestation                                                | 蠢動                                     | Shundō (Actes méprisables)                                                                             | 17 février 2006       |
| 8  | Mélodie discordante                                        | 不協の旋律                               | Fukyo no oto (Mélodie discordante)                                                                     | 24 février 2006       |
| 9  | Élégance dans la lumière lunaire                           | 月下流麗                                 | Gekka ryūrei (Élégance dans la lumière lunaire)                                                        | 3 mars 2006           |
| 10 | Paisible intermède                                         | 穏やかな幕間                             | Odayakana makuai (Interlude calme)                                                                     | 10 mars 2006          |
| 11 | Fort de sang (Bloodfort Andromeda)                         | 鮮血神殿(ブラッドフォート・アンドロメダ) | Senketsu tenden (BLOODFORT ANDROMEDA) (Fort de sang (Bloodfort Andromeda))                             | 17 mars 2006          |
| 12 | Découper le ciel                                           | 空を裂く                                 | Sora o saku (Découper le ciel)                                                                         | 24 mars 2006          |
| 13 | Le Château de l'hiver                                      | 冬の城                                   | Fuyu no shiro (Le Château de l'hiver)                                                                  | 31 mars 2006          |
| 14 | Au bout de ses convictions                                 | 理想の果て                               | Risō no hate (La fin des idéaux)                                                                       | 7 avril 2006          |
| 15 | Les douze travaux                                          | 十二の試練                               | Jūni no shiren (Les douze travaux)                                                                     | 14 avril 2006         |
| 16 | L'épée de la victoire promise                              | 約束された勝利の剣                       | Yakusoku sareta shōri no ken (L'épée qui amène la victoire promise)                                    | 21 avril 2006         |
| 17 | La marque de la sorcière                                   | 魔女の烙印                               | Majo no rakuin (La marque de la sorcière)                                                              | 28 avril 2006         |
| 18 | Bataille décisive                                          | 決戦                                     | Kessen (Bataille décisive)                                                                             | 5 mai 2006            |
| 19 | Le roi d'or                                                | 黄金の王                                 | Ogon no ō (Le roi d'or)                                                                                | 12 mai 2006           |
| 20 | Souvenirs d'un rêve lointain                               | 遠い夢跡                                 | Tōi yume ato (Lointain souvenir d'un rêve)                                                             | 19 mai 2006           |
| 21 | Déchirant Terre et Ciel, l'Etoile au commencement du Monde | 天地乖離す開闢の星                       | Tenchi kairi su kaibyaku no hoshi (La séparation de la terre et du ciel, et la naissance d'une étoile) | 26 mai 2006           |
| 22 | La fin d'un rêve                                           | 願いの果て                               | Negai no hate (Le résultat d'un souhait)                                                               | 2 juin 2006           |
| 23 | Le Saint-Graal                                             | 聖杯                                     | Seihai (Le Saint-Graal)                                                                                | 9 juin 2006           |
| 24 | Utopie lointaine                                           | 全て遠き理想郷                           | Subete tooki risoukyou (La distante utopie)                                                            | 16 juin 2006          |

## Unlimited Blade Works (2014-2015)

### Saison 1
| No | Titre français                     | Titre japonais       | Titre japonais                                                    | Date de 1re diffusion |
| No | Titre français                     | Kanji                | Rōmaji                                                            | Date de 1re diffusion |
| -- | ---------------------------------- | -------------------- | ----------------------------------------------------------------- | --------------------- |
| 0  | Prologue                           | プロローグ           | Purorōgu (Prologue)                                               | 4 octobre 2014        |
| 1  | Un jour d'hiver, la nuit du destin | 冬の日、運命の夜     | Fuyu no hi, Unmei no Yoru (Jour de l'Hiver, la Nuit du Destin)    | 11 octobre 2014       |
| 2  | Le lever de rideau                 | 開幕の刻             | Kaimaku no Toki (Heure de l'Ouverture)                            | 18 octobre 2014       |
| 3  | Première bataille                  | 初戦                 | Shosen (Premier Combat)                                           | 25 octobre 2014       |
| 4  | Raison de combattre                | 戦意の在処           | Sen'i no Arika (Raison de combattre)                              | 1er novembre 2014     |
| 5  | Danse après l'école                | 放課後に踊る         | Hōkago ni Odoru (Danse après les cours)                           | 8 novembre 2014       |
| 6  | Mirage                             | 蜃気楼               | Shinkirō (Mirage)                                                 | 15 novembre 2014      |
| 7  | La récompense d'un combat à mort   | 死闘の情報（こたえ） | Shitō no Kotae (La réponse des duels à mort)                      | 22 novembre 2014      |
| 8  | Un jour d'hiver, là où est le cœur | 冬の日、心の所在     | Fuyu no Hi, Kokoro no Shozai (Un jour d'hiver, là où est le cœur) | 29 novembre 2014      |
| 9  | La distance entre elles            | 二人の距離           | Futari no Kyori                                                   | 6 décembre 2014       |
| 10 | Le cinquième maître                | 五人目の契約者       | Goninme no Keiyakusha                                             | 13 décembre 2014      |
| 11 | Visite légère comme la brise       | 来訪者は軽やかに     | Raihōsha wa Karoyaka ni                                           | 20 décembre 2014      |
| 12 | Le dernier choix                   | 最後の選択           | Saigo no Sentaku                                                  | 27 décembre 2014      |

### Saison 2
| No | Titre français                             | Titre japonais        | Titre japonais                              | Date de 1re diffusion |
| No | Titre français                             | Kanji                 | Rōmaji                                      | Date de 1re diffusion |
| -- | ------------------------------------------ | --------------------- | ------------------------------------------- | --------------------- |
| 13 | Le moment des adieux                       | 決別の刻              | Ketsubetsu no toki                          | 4 avril 2015          |
| 14 | La Princesse de Colchide                   | コルキスの王女        | Korukisu no ōjo                             | 11 avril 2015         |
| 15 | Confrontation mythique                     | 神話の対決            | Shinwa no taiketsu                          | 18 avril 2015         |
| 16 | Un jour d'hiver, la forme d'un souhait     | 冬の日、願いの形      | Fuyu no hi, negai no katachi                | 25 avril 2015         |
| 17 | La lame de mauvais augure montre les crocs | 暗剣、牙を剥く        | Anken, kiba o muku                          | 2 mai 2015            |
| 18 | Les liens du destin revenus à zéro         | その縁は始まりに      | Sono en wa hajimari ni                      | 9 mai 2015            |
| 19 | Comment finit un idéal                     | 理想の末路（こたえ）  | Risō no Kotae                               | 16 mai 2015           |
| 20 | Unlimited Blade Works                      | Unlimited Blade Works |                                             | 24 mai 2015           |
| 21 | Answer                                     | answer                |                                             | 30 mai 2015           |
| 22 | Un jour d'hiver, un long voyage chez soi   | 冬の日、遠い家路      | Fuyu no hi, Tōi Ieji                        | 6 juin 2015           |
| 23 | Apparition                                 | 顕現                  | Kengen                                      | 13 juin 2015          |
| 24 | Forge infinie                              | 無限の剣製            | Anrimitedo Bureido Wākusu (Mugen no kensei) | 20 juin 2015          |
| 25 | Épilogue                                   | エピローグ            | Epirōgu                                     | 27 juin 2015          |